# Pucci

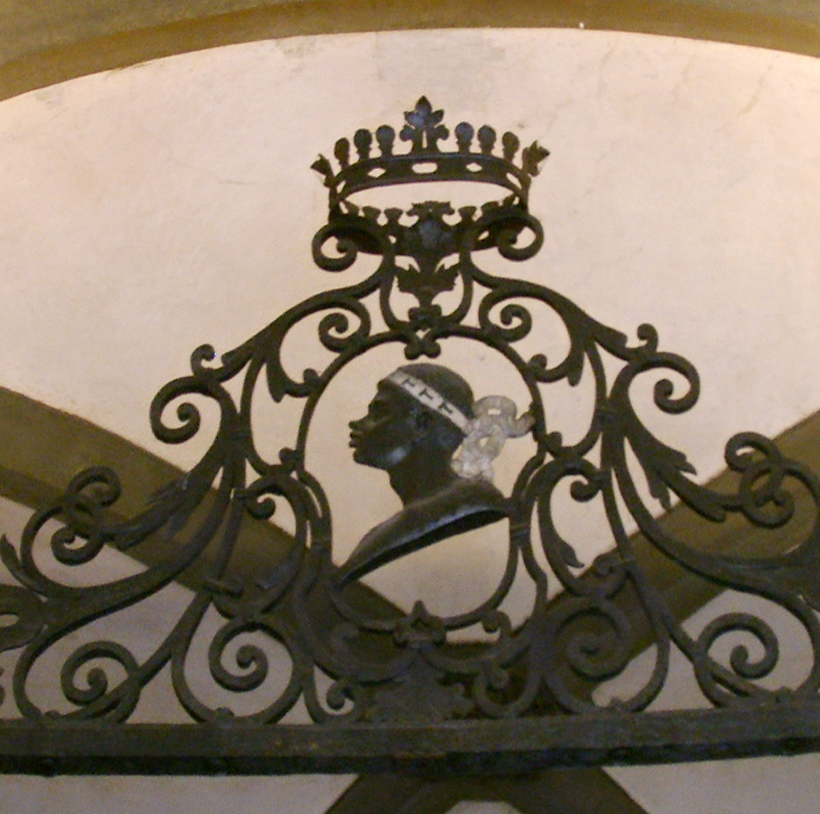
Lo stemma di famiglia con la testa di moro

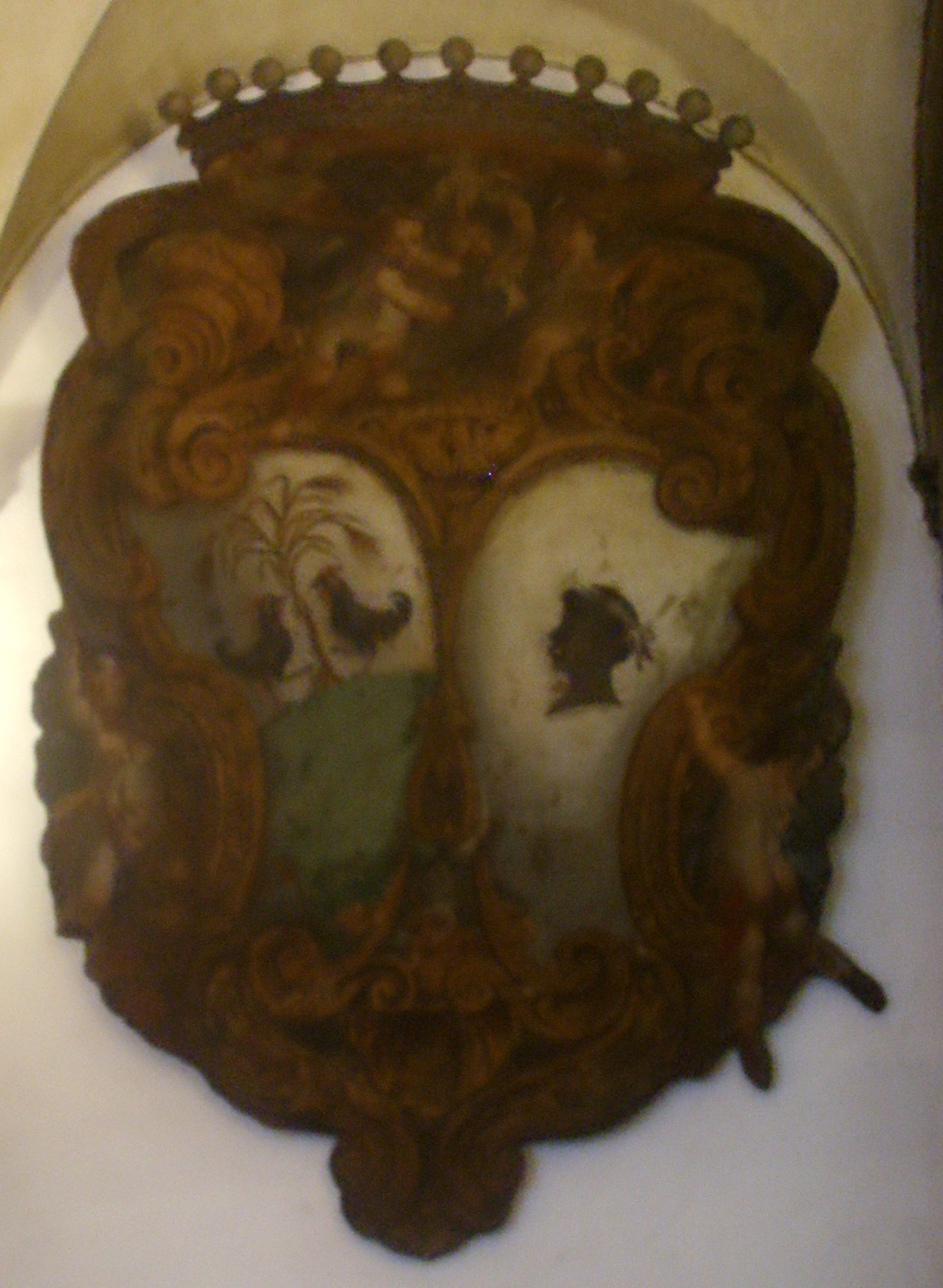
Stemma dipinto nel cortile di Palazzo Pucci

La Casata dei Pucci è un'antica famiglia aristocratica fiorentina. Tra i suoi membri si annoverano religiosi, politici e notabili fiorentini, mecenati, poeti e letterati.

## Storia
Il nome deriva da un antenato di nome Jacopo, detto Jacopuccio, quindi Puccio, che, considerato persona savia, veniva spesso chiamato a dirimere controversie: sono stati tramandati alcuni suoi interventi del 1264 e del 1287. Sembra che l'antico ed originario cognome fosse Saracini.
Le prime menzioni di membri della famiglia risalgono al XIII secolo con l'iscrizione all'Arte dei Legnaioli di esponenti come Antonio Pucci, che partecipò in qualità di architetto alla costruzione della Loggia della Signoria. Suo figlio Puccio Pucci intraprese la carriera di mercante che, al pari di altri, portò ricchezza grazie ai commerci e alle attività finanziarie della Firenze medievale. Le prime case dei Pucci erano situate nel quartiere di Santa Croce, poi si spostarono nella zona di San Michele Visdomini. Erano guelfi e ciò portò alla cacciata e alla distruzione delle loro case dopo la battaglia di Montaperti del 1260; ma presto si poterono rifare quando furono i ghibellini a venire cacciati dalla città.
Con la ricchezza, secondo un copione ben consolidato, arrivarono anche gli incarichi politici (magistrati, priori, gonfalonieri..). In totale si contano 23 priori e otto gonfalonieri di giustizia.
Da sempre alleati dei Medici, durante il Rinascimento i Pucci furono tra le famiglie alle quali si appoggiava Cosimo il Vecchio per curare indirettamente i propri interessi nella vita politica. Furono talmente legati ai Medici che Puccio Pucci, quando Cosimo era già in prigionia prima di venire esiliato, gli fornì il denaro necessario per migliorare le proprie condizioni di prigionia. L'alleanza venne riconfermata da suo figlio Antonio, uomo di fiducia del Magnifico.
Nel primo Cinquecento il prestigio familiare tocca alcune punte di eccellenza, con ben tre cardinali nel giro di qualche decennio (Roberto, Lorenzo e Antonio Pucci), e la continua presenza come persone di fiducia nella corte prima ducale e poi granducale.
Vi fu un momento di acerba rottura con il casato mediceo nel 1559 quando Pandolfo Pucci fu estromesso dalla corte di Cosimo I per alcune accuse infamanti di sodomia o, secondo altre fonti, perché vagheggiò di restaurare l'antica Repubblica fiorentina.
Per vendetta o per ideologia quindi, Pandolfo Pucci ordì una congiura contro il granduca, ricevendo l'appoggio di altri notabili fiorentini, e si giunse a pianificare di sparare con un archibugio al Granduca mentre questi passava con il suo corteo all'angolo del palazzo Pucci con via de' Servi, per recarsi alla basilica della Santissima Annunziata. L'impresa era probabilmente già stata accantonata, quando però i "servizi segreti" medicei lo vennero comunque a scoprire e la condanna fu esemplare, con l'impiccagione di Pandolfo a una finestra del Bargello e la confisca dei beni dei Pucci. Per testimoniare in futuro lo sgominato attentato, o forse per prudenza o scaramanzia, venne deciso di murare la finestra dell'angolo del palazzo, come si può vedere ancora oggi.La parte della famiglia ritenuta "colpevole" venne esiliata in Sicilia e venne distinta dalla parte rimasta aggiungendo la -o al finale,diventando Puccio.
Tornata la pace con i Medici, un altro esponente della famiglia Pucci, Niccolò, fece di nuovo suo il patrimonio dell'immobile e dei suoi preziosi interni.
Nel 1662 Orazio Roberto Pucci acquistò per 4.000 scudi il feudo di Barsento (Noci) e ottenne il titolo di Marchese di Barsento, il titolo nobiliare che si tramanda da allora in famiglia.
L'ultimo importante discendente è stato Emilio Pucci, che fondò l'omonima casa di moda nel dopoguerra e divenne famoso, soprattutto fra gli anni sessanta e settanta, per gli abiti estrosi, ma sempre molto raffinati. A lui si deve anche la tradizionale divisa dei Vigili urbani con i grandi guanti bianchi e il berretto ovale. Suo fratello Puccio Pucci nato nel 1915 non si deve confondere col gerarca fascista dirigente del Coni con lo stesso nome ma nato una decina di anni prima. Il nostro Puccio Pucci pilota dell'aeronautica, squadriglia acrobatica, si è occupato del restauro e adeguamento della dimora di famiglia alle esigenze dei tempi. Negli anni sessanta i due fratelli si divisero la proprietà del palazzo, con Emilio che prese la parte di sinistra e la elesse a sede centrale della sua affermata maison di alta moda; Puccio ristrutturò la parte interna della zona centrale creando una galleria commerciale con piccoli negozi di artigianato, che sono presenti ancora oggi. Niccoletta Pucci, nata nel 1921, laureata in lettere con una tesi sui giardini del Rinascimento, fu infermiera volontaria durante la Guerra e poi a Toronto, sposa del Console Generale Gian Piero Nuti, fondò un'associazione per aiutare gli emigranti italiani a trovare lavoro e fu premiata dal sindaco della città. In veste di ambasciatrice rappresentò il Presidente della Repubblica Italiana al Festival del Cinema a Manila, nelle Filippine. Lei convinse l'artista Pietro Annigoni ad accettare la Commissione della Regina Elisabetta II per un ritratto.

## Mecenatismo

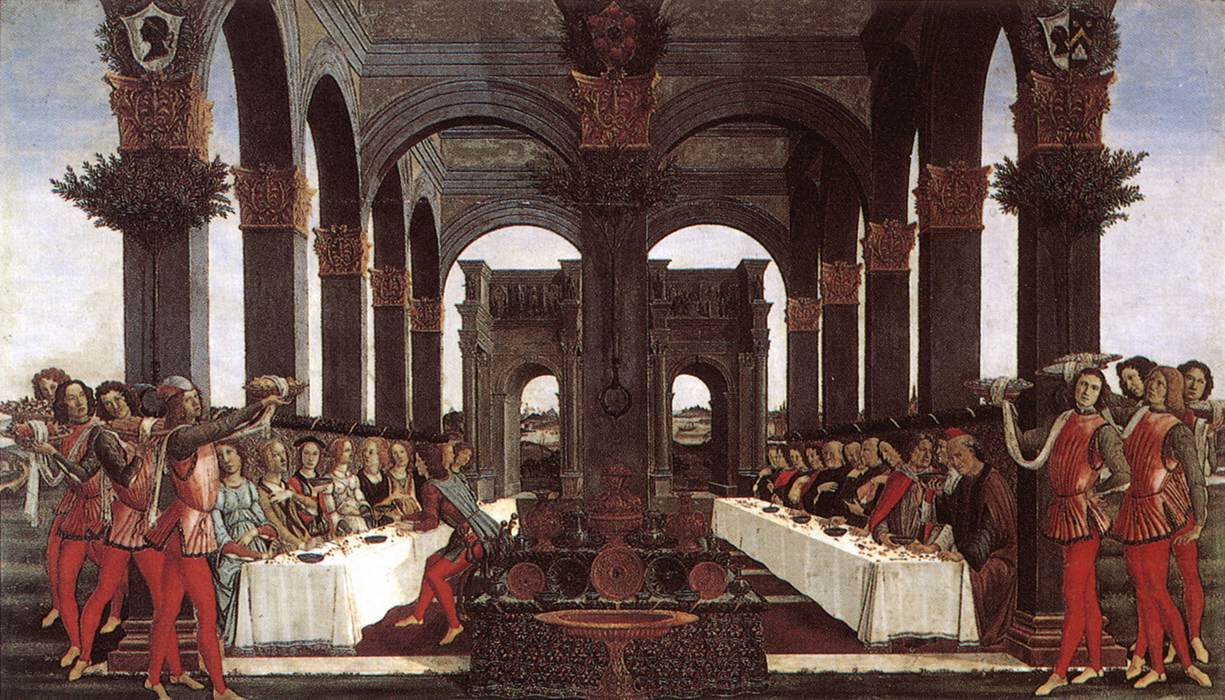
Nastagio degli Onesti quarta tavola, Sandro Botticelli

Notevoli sono le commissioni di opere d'arte nel corso dei secoli. Tra 1444-1446, Puccio Pucci acquistò la cappella principale della tribuna della chiesa della Santissima Annunziata, (ora Cappella della Madonna di Soccorso).  Dopo la sua morte, il figlio Antonio Pucci (gonfaloniere) iniziò a contribuire fondi per la costruzione dell'oratorio di San Sebastiano (dal 1452) nella chiesa della Santissima Annunziata. Nel 1466 Antonio ebbe ceduto formalmente tutti i diritti alla cappella della tribuna. Nell'oratorio fu sistemato un prezioso dipinto di Piero del Pollaiolo con il Martirio di san Sebastiano, che oggi si trova alla National Gallery di Londra. 
Nel palazzo di famiglia si conserva ancora una delle quattro tavole che Lorenzo il Magnifico commissionò a Sandro Botticelli per fare dono a Giannozzo Pucci che si sposava con Lucrezia Bini nel 1483. Queste tavole raffigurano la storia di Nastagio degli Onesti e si trovano al Museo del Prado di Madrid. Per la prima volta vi compaiono le forchette, che tradizionalmente furono adoperate per la prima volta a Firenze dai Pucci, e che, con Caterina de' Medici, si diffusero in tutta Europa. Nelle scene inoltre sono descritti preziosi servizi da tavola e vasellami in argento, che dovevano realmente esistere e si tramanda che fossero usciti dalla bottega del Verrocchio e del Pollaiolo.
Numerose sono le opere commissionate per le chiese vicine al palazzo di famiglia. Per la chiesa di San Michele Visdomini Francesco Pucci commissionò nel 1518 al Pontormo la tela della Sacra famiglia con santi, che è descritta dal Vasari come una delle più felici opere del pittore empolese.
Lorenzo Pucci poi, sul finire del Cinquecento, chiese ad Alessandro Allori la pala d'altare con le Nozze di Cana per la chiesa di Sant'Agata (terminata nel 1600).
Il palazzo di famiglia venne ristrutturato dall'architetto granducale Bernardo Buontalenti nella seconda metà del Cinquecento.
Tra il 1585 e il 1595 l'abate Alessandro Pucci fiece costruire la Villa Bellosguardo da Giovanni Antonio Dosio, rimasta di proprietà della famiglia fino al 1858.
Il cardinale Antonio Pucci incaricò Raffaello Sanzio di dipingere una pala dedicata all'Estasi di Santa Cecilia. La famosa opera rimase a Bologna (infatti in quel periodo il Pucci era arcivescovo di Bologna) ed oggi si trova nella Pinacoteca Nazionale di Bologna.
I Pucci finanziarono il portico della Basilica della Santissima Annunziata, che completò in un unicum stilistico la piazza per questo il loro stemma si trova sia sul pavimento davanti all'entrata, sia ai lati del portico. Come ricorda l'iscrizione sul fregio e una targa su Via Gino Capponi, l'opera fu terminata nel 1601. Le effigi dei "mori" presenti sul fregio della facciata e sul pavimento della basilica ricordano gli schiavi africani che la famiglia Pucci commerciava e che resero la famiglia ricchissima. Un notevole medaglione dorato nella Basilica della SS Annunziata raffigura la nave negriera della famiglia Pucci impegnata nel commercio triangolare di schiavi tra Europa, Africa e America.

### Opere legate alla famiglia Pucci
- Palazzo Pucci
- Palazzo Pucci di Ottavio
- Palazzo del Sant’Uffizio

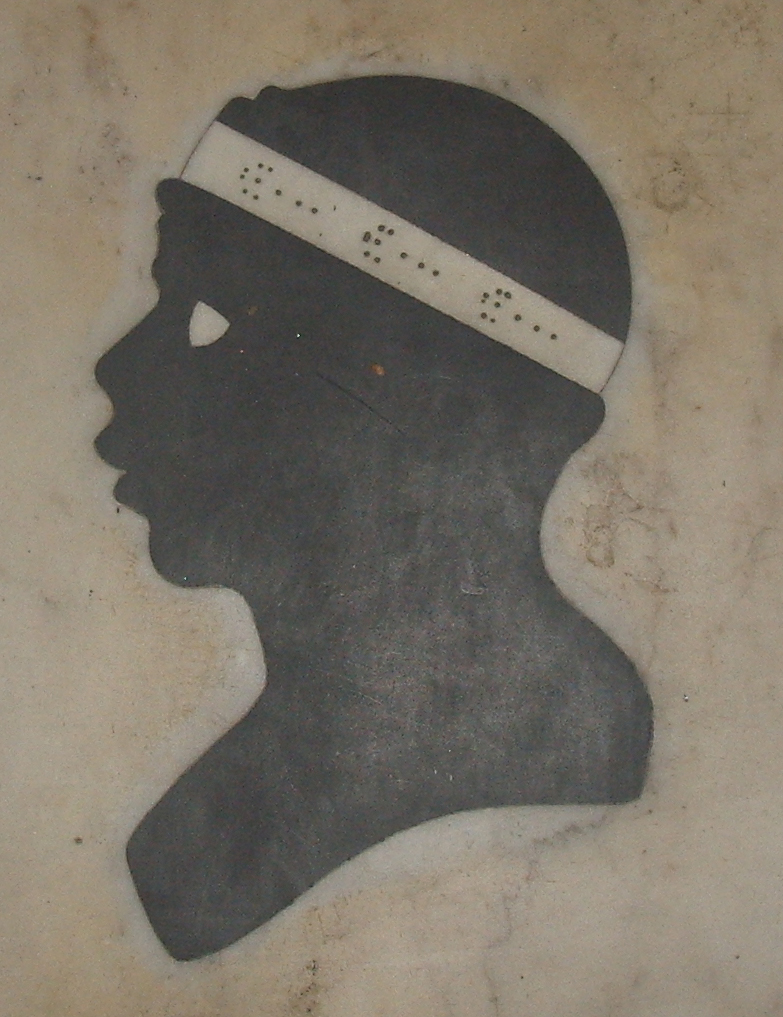
Lo stemma Pucci sul Pavimento della Santissima Annunziata; sulla fascia del moro erano presenti tre martelli, simbolo dell'antico mestiere della famiglia, sostituite poi da tre T, acronimo del motto di famiglia Tempore tempora tempera ("mitiga i tempi col tempo")

- Basilica della Santissima Annunziata
- Chiesa di San Michele Visdomini
- Chiesa di Sant'Agata
- Nastagio degli Onesti, primo episodio
- Nastagio degli Onesti, secondo episodio
- Nastagio degli Onesti, terzo episodio
- Nastagio degli Onesti, quarto episodio
- Martirio di san Sebastiano
- Pala Pucci
- Castello di Oliveto (fatto costruire dai Pucci nel XV secolo)
- Villa Caruso di Bellosguardo
- Villa Pucci (Villa di Granaiolo)

## Esponenti principali
- Antonio Pucci (1350 circa - post 1416), notabile fiorentino, padre di Puccio
- Puccio Pucci (1405 - 1480), uomo politico, figlio di Antonio
- Giannozzo Pucci (XV secolo) si sposò con Lucrezia Bini nel 1483 e Lorenzo il Magnifico gli donò quattro tavole dipinte da Sandro Botticelli
- Antonio Pucci (1418 - 1484), Gonfaloniere di Giustizia e uomo di fiducia dei Medici
- Francesco Pucci (Firenze 1437 - 1518) uomo politico fiorentino, commissionò un'opera a Jacopo Pontormo
- Lorenzo Pucci (1458 - 1531) cardinale
- Roberto Pucci  (Firenze 1463 - Roma 1547) cardinale
- Antonio Pucci (1484 - 1544), cardinale
- Pandolfo Pucci (m. 2 gennaio 1560) responsabile della Congiura dei Pucci.
- Alessandro Pucci, (XVI secolo) abate, primo proprietario della Villa Caruso di Bellosguardo
- Lorenzo Pucci, (XVI-XVII secolo) notabile, committente di Alessandro Allori. E fondatore del ramo Pucci di Pitigliano
- Orazio Roberto Pucci (Firenze 1625 - 1698) primo Marchese di Barsento
- Orazio Emilio Maria Pucci (Firenze 1774 - 1824) fu Maire (sindaco) di Firenze tra il 1809 e il 1813
- Emilio Pucci (Napoli 1914 - Firenze 1992), stilista e politico